# Kritischer Erfolgsfaktor
Ein Kritischer Erfolgsfaktor (KEF; englisch critical success factor) ist in der Informationsinfrastruktur eine wesentliche Eigenschaft einer Organisation, die bei ausreichend guten Daten das Erreichen der Ziele der Organisation ermöglicht.

## Allgemeines
Kritische Erfolgsfaktoren unterscheiden sich von den bloßen Erfolgsfaktoren dadurch, dass kritische Erfolgsfaktoren zum Erfolg einer Organisation (wie Unternehmen, Behörden, Institutionen) wesentlich beitragen. Es handelt sich also um Schlüsselfaktoren (englisch key factors), welche für die Erreichung der Gesamtziele von zentraler Bedeutung sind.

## Arten
Das Performance-Measurement-System versucht, so genannte Key Performance Indicators (KPI) zu ermitteln, um auf diese Weise kritische Erfolgsfaktoren zu identifizieren. Die Methode der Bestimmung kritischer Erfolgsfaktoren basiert auf einem Verfahren, das 1979 von John F. Rockart entwickelt wurde, um die Informationsbedürfnisse des Top-Managements zu ermitteln. Kritische Erfolgsfaktoren repräsentieren die wichtigsten strategischen, technischen, organisatorischen und prozessorientierten Aufgaben im Unternehmen: 
- Strategie: beispielsweise Einprodukt- oder Mehrproduktunternehmen, Marktstellung, Marktstrategie, Marktverhalten oder strategisches Geschäftsfeld sind kritische Erfolgsfaktoren;
- Technik: Technologieführer bei Produkten oder Dienstleistungen;
- Aufbauorganisation: Etwa die Organisationsstruktur in Form der Unternehmensstruktur.
- Produktionsprozess: Die Bearbeitungszeit ist als kritischer Erfolgsfaktor neben der Warte- oder Liegezeit ein Teil der Durchlaufzeit eines Auftrags oder einer Bestellung.[5]

Weitere kritische Erfolgsfaktoren sind Energieversorgung, Finanzen, Forschung und Entwicklung, Kostenstruktur, Kostenvorteile, Managementqualität, Marketing oder Rohstoffversorgung. Lieferketten oder Transportketten sind in der Logistik ebenfalls zu kritischen Erfolgsfaktoren avanciert.

## Mathematische Darstellung
Die Bewertung der einzelnen KEF findet anhand von Fragebögen von Experten und/oder Mitarbeitern statt. Es sind Priorität {\displaystyle P(K)}, Leistung {\displaystyle L(K)} und Gesamterfolg {\displaystyle E(K)} zu bewerten. Die Skala geht von {\displaystyle P(K)=1} für irrelevant bis {\displaystyle P(K)=7} (sehr entscheidend) und {\displaystyle L(K)=1} sehr schlecht bis {\displaystyle L(K)=7} ausgezeichnet. Die kumulierten Werte drücken aus, ob die KEFs ausreichend unterstützt sind.
Der Erfolg {\displaystyle E(K)} eines KEF errechnet sich mit der Formel
{\displaystyle E(K)={\frac {\sum _{T=1}^{t}(P(K,T)\cdot L(K,T))}{\sum _{T=1}^{t}P(K,T)}}},
wobei sich zeigt, dass {\displaystyle E(K)} umso größer ist, je höher Priorität und Leistung beurteilt wurden.
Die Formel
{\displaystyle E(T)={\frac {\sum _{K=A}^{Z}(P(K,T)\cdot L(K,T))}{\sum _{K=A}^{Z}P(K,T)}}}
zeigt den Erfolg für Teilnehmer {\displaystyle T} und alle Erfolgsfaktoren.
{\displaystyle D(K)={\frac {1}{t}}\sum _{T=1}^{t}P(K,T)-{\frac {1}{t}}\sum _{T=1}^{t}L(K,T)}
ergibt die Leistungsdifferenz zwischen Priorität und Leistung. Somit zeigt sich die Reihenfolge der zu verbessernden KEF. {\displaystyle D(K)} liegt rechnerisch zwischen −6 und +6. Bei negativen Werten ist eine Verminderung des Ressourceneinsatzes zu empfehlen, bei positiven umgekehrt.

## KEF-Analyse
Das Vorgehen bei KEF-Analyse besteht aus sieben typischen Punkten:
Identifizieren der KEF
KEF sollten alle Eigenschaften der Informationsinfrastruktur, die für den Unternehmenserfolg wichtig sind, berücksichtigen. Diese sollten im Unternehmensfachjargon spezifiziert sein.
Festlegung der Befragungsteilnehmer
Die Teilnehmer sollten, wenn möglich, alle Benutzer, sonst eine repräsentative Stichprobe sein, die mit den KEF in Berührung kommen. Die Teilnehmer können zusätzlich noch nach Fachbereichen gruppiert werden.
Formulierung des Fragebogens
Durchführung der Datenerhebung
Auswertung und Darstellung der Erhebungsdaten
Die Auswertung erfolgt nach den vorgestellten Formeln. Die Erfolgsfaktoren sollten nach Priorität und Leistung abhängig von den Teilnehmergruppen klassifiziert und nach Dringlichkeit der Leistungsdifferenz sortiert werden.
Interpretation der Ergebnisse
Präsentation
Zur Präsentation eignet sich besonders die Darstellung in zweiachsigen Portfolios.

## Beispiele
Bei der Einführung eines IT-Projekts können kritische Erfolgsfaktoren sein:
- Professionelles Projektmanagement,
- Frühzeitiges Erkennen von Risiken,
- Ausreichende Planung vor der Implementierung,
- Weitere, projektspezifische Faktoren.

In einem Einzelhandelsbetrieb etwa:
- Lage des Ladengeschäfts (z. B. in einer Fußgängerzone oder Einkaufspassage),
- Sortiment für mittlere bis gehobene Ansprüche,
- Kompetentes Verkaufspersonal.

Für einen neuen Standort eines markteingeführten Discounters:
- Gute Verkehrsanbindung,
- Ausreichend Parkplätze,
- Genügend große Verkaufsfläche für das Sortiment,
- Großes Einzugsgebiet.

Kritische Erfolgsfaktoren sind in den einzelnen Wirtschaftszweigen unter Umständen unterschiedlich.